# Mai 1818
Cette page présente les faits marquants du mois de mai 1818.

## Événements
- 11 mai :

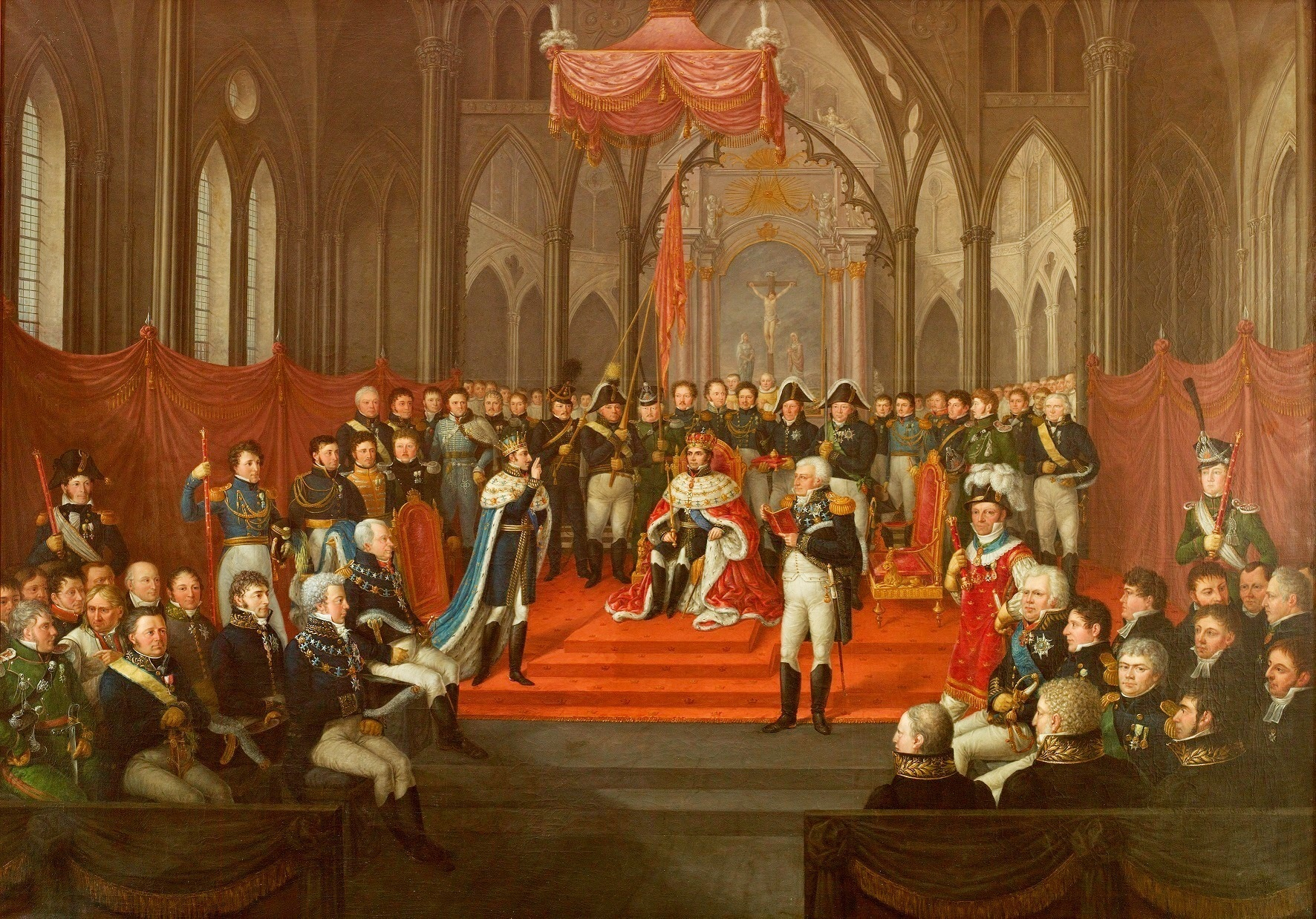
Couronnement de Bernadotte qui devient alors roi de Suède,

- - Couronnement de Charles XIV Jean de Suède à Stockholm[1].
  - Contrat passé entre le Brésil et la Suisse (canton de Fribourg) par l’intermédiaire de Louis-Nicolas Gachet : 2 000 colons helvétiques seront transportés au frais du gouvernement de Rio de Janeiro et créeront la colonie de Nova Friburgo, près de Rio (ratifié par le roi Jean VI le 16 mai)[2].Un autre contrat passé avec Naples pour l’envoi de 2 000 Siciliens échoue, les Italiens voulant profiter de l’occasion pour se débarrasser de leurs vagabonds et de leurs prisonniers de droit commun[3].

- 23 mai : édition du premier journal en bengali en Inde[4].

- 24 mai : prise de Pensacola (Floride) par le général Jackson qui dépose le gouvernement espagnol[5].

- 26 mai :
  - Abolition des droits de douanes intérieures en Prusse[6], mesure préconisée par le conseiller économique de Frédéric-Guillaume III, Karl Georg Maaßen.
  - Constitution d’inspiration libérale en Bavière. Les deux Chambres obtiennent le vote des impôts et le droit de pétition, garantie la liberté des cultes. Le souverain reste tout puissant[7].

## Naissances
- 4 mai : Raymond Balze, peintre et pastelliste français († 26 février 1909).
- 5 mai :
  - Karl Marx, philosophe, économiste et homme politique allemand († 14 mars 1883).
  - Jean-Baptiste Gardel, peintre français († 24 mai 1874).
- 7 mai : Félix Brissot de Warville, peintre français († 26 juin 1892).
- 20 mai : « Cúchares » (Francisco Arjona Herrera), matador espagnol († 4 décembre 1868).
- 23 mai : Louisa Murray, écrivaine canadienne († 27 juillet 1894).
- 31 mai : Jules Jamin (mort en 1886), physicien français.

## Décès
- 14 mai : Matthew Gregory Lewis, romancier, dramaturge et poète britannique, auteur de romans noirs (1775-1818).